# Рівненсько-Луцька операція
Рівненсько-Луцька операція 1944 — наступальна операція 1-го Українського фронту (27 січня — 11 лютого 1944) з метою визволення району Рівне — Луцьк — Шепетівка (командувач генерал армії М. Ф. Ватутін). Розвивалися шляхом наступу 13-ї армії з району Сарнів на Ковель і 60-ї армії в напрямку Острог — Славута — Шепетівка.
Успішний наступ дав змогу захопити міста Луцьк, Рівне та Шепетівку. Внаслідок Рівненсько-Луцької операції війська правого крила фронту вийшли на рубіж Луцьк — Млинів, що забезпечило вигідні умови для дальшого наступу. В ході операції значну роль відіграла підтримка великих партизанських з'єднань, котрі діяли під керівництвом Українського штабу партизанського руху.